# Хитрово, Владимир Михайлович
Владимир Михайлович Хитрово (1861 — после 1933) — русский военный деятель, генерал-майор (1908). Герой Первой мировой войны.

## Биография
В 1879 году после окончания Орловского Бахтина кадетского корпуса вступил в службу. В 1882 году после окончания Михайловского артиллерийского училища произведён подпоручики и выпущен в 16-ю конно-артиллерийскую батарею.
С 1883 года переведён в Лейб-гвардии конную артиллерийскую бригаду, с производством в прапорщики гвардии, в 1884 году в подпоручики гвардии, в 1886 году в поручики гвардии.
С 1891 года после окончания Николаевской академии Генерального штаба по I разряду, штабс-капитан гвардии с переименованием в капитан Генерального штаба, старший адъютант штаба 2-й сводной казачьей дивизии. С 1892 года помощник старшего адъютанта штаба Киевского военного округа. С 1893 года эскадронный командир Белгородского 35-го драгунского полка. С 1896 года подполковник, штаб-офицер при штабе 9-го армейского корпуса. С 1897 года штаб-офицер для особых поручений при штабе Киевского военного округа.
С 1900 года полковник, начальник штаба 2-й сводной казачьей дивизии. С 1902 года начальник штаба 9-й кавалерийской дивизии. С 1904 года командир Белгородского 12-го уланского полка. С 1908 года генерал-майор, командир 2-й бригады 10-й кавалерийской дивизии.
С 1914 года участник Первой мировой войны, командующий 4-й Донской казачьей дивизией и в резерве чинов при штабе Двинского военного округа. С 1915 года командир 2-й бригады 2-й Кубанской казачьей дивизии.
9 марта 1915 года за храбрость награждён Георгиевским оружием: 
За то, что в боях 17 августа 1914 года, командуя 2 бригадой 10 кавалерийской дивизии, при преследовании неприятельской пехотной дивизии, проявил выдающуюся распорядительность, атаковал под Неболисхом с бригадой пехоту противника, доведя атаку до рукопашной схватки, увенчавшейся полным поражением неприятеля, оставившего в наших руках много пленных, орудий и пулеметов
С 1917 года начальник штаба 37-го армейского корпуса.
После Октябрьской революции 1917 года остался в Советской России. Жил в селе Муратово, где занимался сельским хозяйством. С 1919 по 1921 годы «за агитацию против Советской власти» находился в заключении. Будучи освобождён 19 апреля 1921 года по амнистии, после чего вернулся в село Муратово. 
В 1928 был лишен избирательных прав как бывший потомственный дворянин и царский генерал. Позднее поселился в Смоленске, работал научным сотрудником на областной опытной станции. В 1933 году находился в ссылке в Чердыни, обращался в Помполит за ходатайством о переводе в Тюмень, но получил отказ.

## Награды
- Орден Святого Станислава 3-й степени (1892)
- Орден Святой Анны 3-й степени (1895)
- Орден Святого Станислава 2-й степени (1898)
- Орден Святой Анны 2-й степени с мечами (1903)
- Орден Святого Владимира 4-й степени (1907)
- Орден Святого Владимира 3-й степени (1911)
- Орден Святого Станислава 1-й степени (1913)
- Орден Святой Анны 1-й степени с мечами (1915)
- Георгиевское оружие (ВП 09.03.1915)